# Al-Jalaa
Al-Jalaa (tiếng Ả Rập: الجلاء) là một thành phố nhỏ ở miền đông Syria, thuộc chính quyền của Tỉnh Deir ez-Zor, nằm dọc theo sông Euphrates, phía nam Deir ez-Zor. Các địa phương gần đó bao gồm al-Abbas ở phía tây, al-Ramadi và Abu Kamal ở phía nam và Kharayij và Hajin ở phía bắc. Theo Cục Thống kê Trung ương Syria, al-Jalaa có dân số 9.171 trong cuộc điều tra dân số năm 2004. Đây là trung tâm hành chính của một nahiyah ("cấp dưới") của quận Abu Kamal. Phân khu al-Jalaa bao gồm sáu thị trấn có dân số tập thể là 29.255 vào năm 2004.

Al-Jalaa là trung tâm hành chính của Nahiya al-Jalaa của quận Abu Kamal.

Trong Nội chiến Syria, thành phố đã bị ISIL chiếm đóng cho đến khi quân đội Syria chiếm được nó vào ngày 5 tháng 12 năm 2017.